# Artigo 19
A ARTIGO 19 é uma organização não-governamental de direitos humanos nascida em 1987, em Londres, com a missão de defender e promover o direito à liberdade de expressão e de acesso à informação em todo o mundo. Seu nome tem origem no 19º artigo da Declaração Universal dos Direitos Humanos da ONU.
Com escritórios em nove países, a ARTIGO 19 está no Brasil desde 2007, onde adota estratégias, ações e parcerias diversas e nos mais variados aspectos desta agenda. O escritório baseado em São Paulo trabalha defende e promove a liberdade de expressão e informação e sua importância para a conquista e concretização de outros direitos fundamentais no Brasil e América do Sul.
As ações da organização estão distribuídas em cinco áreas que compõem a Agenda de Expressão: Proteção e Participação Democrática, Ecossistemas de Tecnologias de Informação e Comunicação e Centro de Referência Legal.
Os temas trabalhados incluem a proteção de defensores de direitos humanos e comunicadores; o combate às violações ao direito de protesto; a defesa das liberdades de imprensa, artística e de ensino e do direito da população à informação. Também a elaboração e a implementação de marcos legais em processos participativos e democráticos, como a da Lei de Acesso à Informação; o Marco Civil da Internet e da Lei Geral de Proteção de Dados Pessoais.

## Áreas e Programas
Centro de Referência Legal
O Centro de Referência Legal é uma área transversal e estratégica da ARTIGO 19, tendo como missão investigar e contribuir para a definição do escopo da liberdade de expressão e do acesso à informação dentro de uma sociedade democrática, igualitária e plural. Sua atuação é desenvolvida a partir de ações de empoderamento legal, litígio estratégico e incidência em órgãos internacionais de proteção aos direitos humanos. Entre os focos do programa estão a igualdade de gênero, a liberdade artística, a proteção a defensores e defensoras de direitos humanos e comunicadores e comunicadoras, a garantia do direito à participação e o enfrentamento à censura e ao discurso de ódio.
Ecossistemas de Tecnologias de Informação e Comunicação
O programa de Ecossistemas de Tecnologias de Informação e Comunicação é responsável por monitorar questões relacionadas à liberdade de expressão impactadas pelas tecnologias e esfera pública digital. As atividades compreendem: a incidência e o monitoramento sobre legislações e ações de impacto aos direitos humanos no ambiente digital; a construção de atividades, oficinas, cursos, campanhas, seminários e debates; a produção de material escrito e audiovisual sobre temas do programa, críticas, análises e notas técnicas sobre tecnologias digitais e sociedade; e o suporte a ações de infraestrutura digital. Os temas de incidência se distribuem em frentes que atuam com a democracia e a tecnologia, as expressões e os discursos online, a infraestrutura e os direitos, e compreendem tópicos como o voto eletrônico, a participação digital, a regulação de plataformas, as cidades inteligentes e as redes comunitárias.
Proteção e Participação Democrática
O programa de Proteção e Participação Democrática congrega duas grandes agendas da garantia da liberdade de expressão: a proteção de defensores e defensoras de direitos humanos, bem como a de comunicadores e comunicadoras, e a defesa do direito à participação social e política, compreendida tanto na sua dimensão formal – conselhos, comissões, comitês, direito ao voto etc. – quanto na sua dimensão externa às instituições estatais, em particular o direito ao protesto. A atuação do programa, seja nos monitoramentos de violação, nas pesquisas e publicações, seja na incidência nacional ou internacional, está comprometida com os movimentos sociais, especialmente com as populações e os territórios historicamente vulnerabilizados.

## Publicações em português
A seguir, veja algumas das publicações disponíveis no site da ARTIGO 19
- Agenda de Expressão (XpA ou Expression Agenda 2018/2019) 10 de dezembro de 2019.
- Transparência na gestão de recursos hídricos no Brasil 27 de novembro de 2019.
- III Relatório Luz da Sociedade Civil da Agenda 2030 22 de agosto de 2019.
- Acesso à Informação e Aborto Legal: mapeando desafios nos serviços de saúde 19 de junho de 2019.
- Panorama dos sistemas eletrônicos de informação ao cidadão (e-SIC) 16 de maio de 2019.
- Os limites do sigilo e a agenda de transparência no Brasil 16 de maio de 2019.
- Relatório “Violações à Liberdade de Expressão – 2018” 6 de maio de 2019.
- Por Dentro do Sistema Eletrônico de Informação ao Cidadão (e-SIC): um guia para gestores públicos 23 de abril de 2019.
- 5 anos de junho de 2013 – restrições ao direito de protesto 9 de abril de 2019.

## Vídeos
A ARTIGO 19 também tem se notabilizado na elaboração de vídeos e até minidocumentários que tratem dos temas que a entidade trabalha no dia a dia. Alguns deles estão listados abaixo:

### Campanha#LivreParaProtestar
- Campanha #LivreParaProtestar.
- Super faixa no Viaduto Santa Ifigênia e na Ponte da Vila Guilherme, em São Paulo.